# Sasnières
Sasnières és un municipi francès, situat al departament del Loir i Cher i a la regió de Centre – Vall del Loira. L'any 2007 tenia 99 habitants.

## Demografia

### Població
El 2007 la població de fet de Sasnières era de 99 persones. Hi havia 45 famílies, de les quals 16 eren unipersonals (12 homes vivint sols i 4 dones vivint soles), 17 parelles sense fills i 12 parelles amb fills.
La població ha evolucionat segons el següent gràfic:
Habitants censats

### Habitatges
El 2007 hi havia 69 habitatges, 46 eren l'habitatge principal de la família, 12 eren segones residències i 11 estaven desocupats. 65 eren cases i 2 eren apartaments. Dels 46 habitatges principals, 36 estaven ocupats pels seus propietaris, 8 estaven llogats i ocupats pels llogaters i 1 estava cedit a títol gratuït; 1 tenia una cambra, 2 en tenien dues, 11 en tenien tres, 14 en tenien quatre i 17 en tenien cinc o més. 34 habitatges disposaven pel capbaix d'una plaça de pàrquing. A 19 habitatges hi havia un automòbil i a 23 n'hi havia dos o més.

### Piràmide de població
La piràmide de població per edats i sexe el 2009 era:
| Homes | Edats   | Dones |
| ----- | ------- | ----- |
| 0     | 95 o +  | 0     |
| 0     | 90 a 94 | 0     |
| 0     | 85 a 89 | 0     |
| 0     | 80 a 84 | 0     |
| 8     | 75 a 79 | 4     |
| 4     | 70 a 74 | 0     |
| 0     | 65 a 69 | 8     |
| 0     | 60 a 64 | 0     |
| 4     | 55 a 59 | 0     |
| 0     | 50 a 54 | 0     |
| 4     | 45 a 49 | 0     |
| 4     | 40 a 44 | 0     |
| 0     | 35 a 39 | 0     |
| 4     | 30 a 34 | 0     |
| 0     | 25 a 29 | 0     |
| 4     | 20 a 24 | 0     |
| 0     | 15 a 19 | 0     |
| 0     | 10 a 14 | 4     |
| 0     | 5 a 9   | 0     |
| 0     | 0 a 4   | 0     |

## Economia
El 2007 la població en edat de treballar era de 65 persones, 50 eren actives i 15 eren inactives. De les 50 persones actives 45 estaven ocupades (28 homes i 17 dones) i 5 estaven aturades (2 homes i 3 dones). De les 15 persones inactives 5 estaven jubilades, 2 estaven estudiant i 8 estaven classificades com a «altres inactius».
Activitats econòmiques
Dels 6 establiments que hi havia el 2007, 3 eren d'empreses de comerç i reparació d'automòbils, 1 d'una empresa de transport, 1 d'una empresa immobiliària i 1 d'una empresa de serveis.
L'únic establiment comercial que hi havia el 2009 era una botiga de roba.
L'any 2000 a Sasnières hi havia 5 explotacions agrícoles.

## Poblacions més properes
El següent diagrama mostra les poblacions més properes.